# اندیس حصارویه
حصارویه یک اندیس فلزی است که در حوالی شهر حاجی آباد استان سیستان و بلوچستان قرار دارد و مادهٔ معدنی موجود در آن، مس است.  